# Добро пожаловать в Нью-Йорк
«Добро пожаловать в Нью-Йорк» (англ. Welcome to New York, фр. Bienvenue à New York) — драматический фильм 2014 года режиссёра и сценариста Абеля Феррары, вдохновлённый делом Доминика Стросс-Кана, но выпущенный с оговоркой о «полной вымышленности», возможно, потому, что в реальности обвинения с него были сняты, а дело было закрыто из-за несовпадения показаний и урегулировано денежной суммой.

## Сюжет
Претендент в кандидаты на пост президента Франции на предстоящих выборах, самодовольный и по хамски высокомерный Деверо (Жерар Депардьё), стал жертвой своего неудержимого сексуального желания. Пристрастившись к проституткам, он уехал по делам в Нью-Йорк, где организовал оргию и изнасиловал горничную (Памела Афеси), пришедшую убрать номер в отеле. Он виновен, против него заводится дело, но его жена Симона (Жаклин Биссет) ничуть не расстроена этим, так как ей уже давно надоело терпеть его выходки. Однако это событие разрушило жизнь им обоим.

## В ролях
| Актёр          | Роль        |
| -------------- | ----------- |
| Жерар Депардьё | Деверо      |
| Жаклин Биссет  | Симона      |
| Мари Муте      | Софи Деверо |
| Дрена Де Ниро  | помощник    |
| Эми Фергюсон   | Рене        |
| Пол Кальдерон  | Пьер        |
| Роналд Гуттман | Руло        |
| Пол Хипп       | Гай         |
| Памела Афеси   | горничная   |

## Производство
Вскоре после сексуального скандала с Домиником Стросс-Каном, произошедшего 14 мая 2011 года, кинорежиссёр Абель Феррара изъявил желание снять фильм, в феврале 2012 года в интервью «Le Monde» подтвердив, что «это будет фильм о политике и сексе с Депардьё и Аджани». Через некоторое время, продюсер Винсент Маравал начал искать финансирование для фильма, добавив, что Жерар Депардьё согласился сыграть в нём роль. Однако, фильм не получил финансовой поддержки от французских телеканалов, в чём Маравал увидел результат «давления» и «кровосмесительных отношений между элитами в этой стране, политиками, СМИ».
Изначально, роль Энн Синклер должна была достаться Изабель Аджани, однако в марте 2013 года она была заменена Жаклин Биссет. Также, ходили слухи, что прямая участница скандала Нафисатт Диалло может сыграть саму себя, но её адвокат Кеннет Томпсон опроверг это. Депардьё признался, что захотел сыграть эту роль из-за того, что не любит Стросс-Кана, так как считает его слишком высокомерным.
Фильм снимался в Нью-Йорке, в том числе в Ист-Сайде и Чайнатауне, а также Париже и Вашингтоне. 7 мая 2014 года был выпущен официальный трейлер фильма

## Прокат

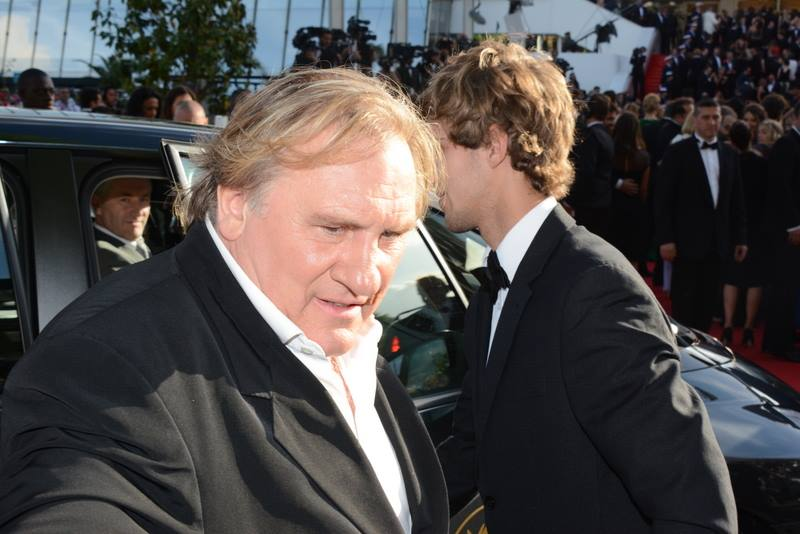
Жерар Депардьё на 67-м Каннском кинофестивале.

Фильм начал распространяться по интернету в системе «Video on Demand» 17 мая 2014 года, так как производителям не удалось обеспечить ему место в официальном отборе на 67-й Каннский кинофестиваль, и даже — прокат во Франции, столкнувшись с цензурой со стороны французских СМИ. До этого первый показ состоялся на кулуарном мероприятии на одном из пляжей. 25 мая, на следующий день после закрытия фестиваля, его президент Жиль Жакоб сказал, что продюсеры этого фильма нажились и паразитировали на имидже фестиваля. 29 мая количество официальных загрузок фильма превысило 100 тысяч.

## Критика
Джонатан Ромни в «The Guardian» отмечает, что этот «фильм в основном показывает шероховатые, полу-импровизированные события кинематографического искусства, с наглой полосой таблоидной сенсационности». Тим Роби из «The Telegraph» сказал, что плохо, что «фильм имеет такую минимальную заинтересованность в своей жертве — после двух сцен, лучшая актриса фильма, Афеси уходит из картины. Но как портрет, „Добро пожаловать в Нью-Йорк“ тоже провалился, несмотря на значительные усилия Депардьё». Джеффри Макнаб из «The Independent» отметил, что Феррара «не очень заинтересован в показывании истории горничной», а «сценарий не уделяет большое внимание политической теории заговора», в то же время большой акцент делается на Депардьё — поначалу с хамским, а затем бесстрашным характером. Тара Брэди из «The Irish Times» заметив, что «сцены изнасилования являются безжалостно некрасивыми для просмотра», но по сравнению «с более рутинными сексуальными выходками Деверо, как оргия проституток», они является «более приятными для просмотра», а «Феррара, который никогда не уклонялся от темных тем или маниакального поведения, отвечает, в первых эпизодах фильма показывает вал порнографии. Депардьё добавляет мясистой гротескности перебиранием грудей и влагалищ, так яростно, как может», закончила, что это «фильм ужасов 2014 года».
Бен Кенигсберг на сайте кинокритика Роджера Эберта отметил, что «по сути, фильм представляет собой исследование власти, богатства, и сопутствующих им искушения грехом», а «для некоторых, „Добро пожаловать в Нью-Йорк“ может показаться слишком дерзким, слишком манерным», но Феррара заложил в него духовное измерение с кажущимся раскаиванием Деверо-Депардьё. Скотт Фундас из «Variety» описал фильм как «тупую мощную провокацию, начинающуюся как своего рода таблоидная мелодрама и постепенно превращающуюся в изучение последствий наркомании, нарциссизма и лавового потока капиталистических привилегий».
В атмосфере таких смешанных отзывов о фильме: от высокой похвалы до прямого отвращения, Доминик Стросс-Кан заявил, что будет судиться за клевету и тошнотворные инсинуации, а его адвокат Жан Вейль пожаловался на изображение прототипа его тогдашней жены Энн Синклэйр как антисемитки. Сама Синклэйр позже отказалась подавать в суд, но выразила своё отвращение к фильму